# Henryk Szost
Henryk Szost (ur. 20 stycznia 1982 w Krynicy-Zdroju) – polski lekkoatleta specjalizujący się w biegach długodystansowych.

## Kariera
Karierę sportową zaczynał od biegów narciarskich, później zaczął startować w biegach górskich i ulicznych. W 2006 wziął udział w mistrzostwach świata w biegach ulicznych zajmując w Debreczynie odległe miejsce. Na dystansie maratońskim zadebiutował 15 kwietnia 2007 w Dębnie zostając wicemistrzem Polski. Rok później na tej samej trasie zdobył złoto i osiągnął wynik 2.11:59 s. dający mu prawo występu na igrzyskach olimpijskich w Pekinie – podczas igrzysk Szost zajął 34. miejsce. Bez większych sukcesów wystartował w 2009 w wojskowych mistrzostwach świata rywalizując w biegu na 5000 metrów. Wypełnił minimum kwalifikacyjne do mistrzostw świata w Berlinie (2009) jednak na obozie przed imprezą doznał kontuzji i nie wystartował w stolicy Niemiec. W 2010 nie ukończył rywalizacji w biegu maratońskim na mistrzostwach Europy oraz zdobył w październiku złoty medal mistrzostw świata wojska w maratonie (Polacy w składzie Szost, Arkadiusz Gardzielewski i Michał Kaczmarek zdobyli także złoto w rywalizacji drużynowej). Wybrany lekkoatletą października 2011 w plebiscycie European Athletics po uzyskaniu w maratonie we Frankfurcie nad Menem czasu 2.09:39 s.. 4 marca 2012 w Ōtsu podczas maratonu Lake Biwa uzyskał wynik 2.07:39 s. poprawiając dziewięcioletni rekord Polski na tym dystansie. Na igrzyskach olimpijskich w Londynie zajął dziewiąte miejsce – najlepsze z Europejczyków.
21 kwietnia 2013 wystartował w warszawskim Orlen Warsaw Marathon jednak nie ukończył biegu z powodu kontuzji. Pod koniec sezonu wystartował w Fukuoka Marathon zajmując czwarte miejsce z czasem 2:09:39. W 2016 znalazł się w reprezentacji Polski na Igrzyska Olimpijskie w Rio de Janeiro.
Wielokrotny medalista mistrzostw Polski seniorów. Ma w dorobku sześć złotych medali: dwukrotnie triumfował w biegu na 5000 metrów (Poznań 2007 oraz Warszawa 2012), jeden raz w półmaratonie (Piła 2006) i trzy razy w maratonie (Dębno 2008, Warszawa 2014 i Warszawa 2015). Zdobył ponadto siedem srebrnych krążków: dwa w biegu przełajowym (Police 2005 i Olszyna 2009), dwa w biegu na 10 000 metrów (Międzyzdroje 2006 i Kędzierzyn-Koźle 2009) oraz w maratonie (Dębno 2008, Warszawa 2016) i jeden w półmaratonie (Piła 2011). Ponadto jeden raz stawał na najniższym podium (Bydgoszcz 2007 – bieg przełajowy).
Swoją karierę biegową oficjalnie zakończył biorąc udział w 50. Maratonie Dębno, 12. maja 2024 roku.
Jest żołnierzem Wojska Polskiego. W 2017 ożenił się z trenerką fitness Sarą Marmon. 

## Rekordy życiowe
- bieg na 5000 metrów – 13:58,89 s. (30 czerwca 2007, Poznań)
- bieg na 10 000 metrów – 28:31,90 s. (2 maja 2009, Kędzierzyn-Koźle) – 16. wynik w historii polskiej lekkoatletyki[10]
- półmaraton – 1.02:35 s. (27 marca 2011, Warszawa) – 7. wynik w historii polskiej lekkoatletyki[10]
- maraton – 2.07:39 s. (4 marca 2012, Ōtsu) – aktualny rekord Polski.

## Osiągnięcia
| Rok  | Impreza                                            | Miejsce        | Konkurencja                     | Lokata      | Wynik    |
| ---- | -------------------------------------------------- | -------------- | ------------------------------- | ----------- | -------- |
| 2006 | Mistrzostwa świata w biegach ulicznych             | Debreczyn      | bieg uliczny na 20 km           | 38. miejsce | 1:00:51  |
| 2008 | Mistrzostwa świata wojskowych w biegach na przełaj | Thum           | bieg przełajowy na ok. 11,68 km | 9. miejsce  | 35:12    |
| 2008 | Igrzyska olimpijskie                               | Pekin          | maraton                         | 34. miejsce | 2:19:43  |
| 2009 | Mistrzostwa świata wojskowych                      | Sofia          | bieg na 5000 metrów             | 8. miejsce  | 14:27,68 |
| 2010 | Mistrzostwa Europy                                 | Barcelona      | maraton                         | –           | DNF      |
| 2010 | Mistrzostwa świata wojskowych w maratonie          | Ateny          | maraton                         | 1. miejsce  | 2:15:28  |
| 2012 | Igrzyska olimpijskie                               | Londyn         | maraton                         | 9. miejsce  | 2:12:28  |
| 2012 | Maraton Lake Biwa – aktualny rekord Polski         | Ōtsu           | maraton                         | 2. miejsce  | 2:07:39  |
| 2014 | Mistrzostwa Europy                                 | Zurych         | maraton                         | –           | DNF      |
| 2016 | Igrzyska olimpijskie                               | Rio de Janeiro | maraton                         | –           | DNF      |
| 2018 | Mistrzostwa Europy                                 | Berlin         | maraton                         | 19. miejsce | 2:18:09  |